# Darlay DY 80
Darlay DY 80 (DY 80) је кућни рачунар фирме Darlay који је почео да се производи у Француској током 1982. године.
Користио је Motorola 6809 микропроцесорску јединицу а RAM меморија рачунара је имала капацитет од 56 KB (до 128 KB). 
Као оперативни систем кориштен је Flex (?).

## Детаљни подаци
Детаљнији подаци о рачунару DY 80 су дати у табели испод.
|                       |                                                             |
| [ 1 ]                 |                                                             |
| Произвођач            |                                                             |
| Тип                   | кућни рачунар                                               |
| Меморија              | 56 (до 128 )                                                |
| Поријекло             | Француска                                                   |
| Година                | 1982                                                        |
| Тастатура             | Тастатура са пуним помаком тастера са нумеричком тастатуром |
| Процесор              |                                                             |
| Фреквенција процесора | непознато                                                   |
| RAM                   | 56 (до 128 )                                                |
| ROM                   | непознато                                                   |
| Текст                 | 80 x 24                                                     |
| Графика               | 320 x 254                                                   |
| Боја                  | монохроматски уграђени монитор                              |
| Звук                  | непознато                                                   |
| Димензије             |                                                             |
| Портови               |                                                             |
| Оперативни систем     |                                                             |